# Danh sách đĩa nhạc của Backstreet Boys
Dưới đây là danh sách các album và đĩa đơn của ban nhạc Mỹ Backstreet Boys

## Album

### Studio album
| Album             | Thông tin | U.S.                                                                                                   | U.K.                                                                                        |
| ----------------- | --- | --- | ------------------------------------------------------------------------------------------- |
| Backstreet Boys   | - Album quốc tế đầu tiên. - Phát hành: ngày 6 tháng 5 năm 1996 - Số đĩa phát hành trên toàn thế giới: 11 triệu bản - Phát hành tháng 4 năm 1996 tại Mỹ | - Vị trí cao nhất trên bảng xếp hạng: - - Thời gian: - - Chứng nhận: -                                 | - Vị trí cao nhất trên bảng xếp hạng: #12 - Thời gian: 19 tuần - Chứng nhận: Gold           |
| Backstreet Boys   | - Album đầu tiên tại Mỹ. - Phát hành: ngày 12 tháng 8 năm 1997                                                                                         | - Vị trí cao nhất trên bảng xếp hạng: #4 - Thời gian: 133 tuần - Chứng nhận: 14x Đĩa Bạch Kim          | - Vị trí cao nhất trên bảng xếp hạng: - - Thời gian: - - Chứng nhận: -                      |
| Backstreet's Back | - Album quốc tế thứ 2. - Phát hành: ngày 30 tháng 8 năm 1997 (Quốc tế) - Số đĩa phát hành trên toàn thế giới: 28 triệu bản                             | - Vị trí cao nhất trên bảng xếp hạng: - - Thời gian: - - Chứng nhận: -                                 | - Vị trí cao nhất trên bảng xếp hạng: #2 - Thời gian: 44 tuần - Chứng nhận: 4x Đĩa Bạch Kim |
| Millennium        | - Album thứ 2 tại Mỹ và là album quốc tế thứ 3. - Phát hành: ngày 18 tháng 5 năm 1999 - Số đĩa phát hành trên toàn thế giới: 40 triệu bản              | - Vị trí cao nhất trên bảng xếp hạng: #1 (10 tuần) - Thời gian: 93 tuần - Chứng nhận: 13x Đĩa Bạch Kim | - Vị trí cao nhất trên bảng xếp hạng: #2 - Thời gian: 56 weeks - Chứng nhận: Đĩa Bạch Kim   |
| Black & Blue      | - Album thứ 3 tại Mỹ và là album quốc tế thứ 4. - Phát hành: ngày 21 tháng 11 năm 2000 - Số đĩa phát hành trên toàn thế giới: 15 triệu bản             | - Vị trí cao nhất trên bảng xếp hạng: #1 (2 tuần) - Thời gian: 42 tuần - Chứng nhận: 8x Đĩa Bạch Kim   | - Vị trí cao nhất trên bảng xếp hạng: #13 - Thời gian: 9 tuần - Chứng nhận: Gold            |
| Never Gone        | - Album thứ 4 tại Mỹ và là album quốc tế thứ 5. - Phát hành: 14 tháng 6 năm 2005 - Số đĩa phát hành trên toàn thế giới: 10 triệu bản                   | - Vị trí cao nhất trên bảng xếp hạng: #3 - Thời gian: 14 tuần - Chứng nhận: Đĩa Bạch Kim               | - Vị trí cao nhất trên bảng xếp hạng: #11 - Thời gian: 5 tuần - Chứng nhận: Gold            |
| Unbreakable       | - Album thứ 5 tại Mỹ và là album quốc tế thứ 6. - Phát hành: ngày 30 tháng 10 năm 2007 - Số đĩa phát hành trên toàn thế giới: 0.6 triệu bản            | - Vị trí cao nhất trên bảng xếp hạng: #7 - Thời gian: 5 tuần - Chứng nhận: -                           | - Vị trí cao nhất trên bảng xếp hạng: #21 - Thời gian: 2 tuần - Chứng nhận: -               |

### Album biên soạn lại
| Album                 | Thông tin                                                                                                  | U.S.                                                                                     | U.K.                                                                                     |
| --------------------- | --- | ---------------------------------------------------------------------------------------- | ---------------------------------------------------------------------------------------- |
| The Hits: Chapter One | - Greatest hits. - Phát hành: ngày 30 tháng 10 năm 2001 - Số đĩa phát hành trên toàn thế giới: 6 triệu bản | - Vị trí cao nhất trên bảng xếp hạng: #4 - Thời gian: 24 tuần - Chứng nhận: Đĩa Bạch Kim | - Vị trí cao nhất trên bảng xếp hạng: #5 - Thời gian: 18 tuần - Chứng nhận: Đĩa Bạch Kim |

## Đĩa đơn
Chú ý: Đây chỉ là danh sách những bài hát thành công nhất của Backstreet Boys.
| Năm  | Tên                                   | Vị trí cao nhất | Vị trí cao nhất | Vị trí cao nhất | Vị trí cao nhất | Vị trí cao nhất | Vị trí cao nhất | Vị trí cao nhất | Vị trí cao nhất | Vị trí cao nhất | Vị trí cao nhất | Vị trí cao nhất | Vị trí cao nhất | Album                               |
| Năm  | Tên                                   | U.S.            | Pop 100         | U.S AC          | UK              | IRE             | AUS             | NZ              | GER             | NL              | SWE             | SWI             | UWC             | Album                               |
| ---- | ------------------------------------- | --------------- | --------------- | --------------- | --------------- | --------------- | --------------- | --------------- | --------------- | --------------- | --------------- | --------------- | --------------- | ----------------------------------- |
| 1995 | "We've Got It Goin' On"               | 69              |                 | —               | 3               | 17              | —               | 36              | 4               | 5               | 14              | 3               | —               | Backstreet Boys                     |
| 1996 | "Get Down (You're the One for Me)"    | —               |                 | —               | 14              | 19              | 44              | 34              | 5               | 3               | 17              | 7               | —               | Backstreet Boys                     |
| 1997 | "Anywhere for You"                    |                 | —               | —               | 4               | 16              | 3               | —               | 3               | 7               | 18              | 3               | —               | Backstreet Boys                     |
| 1997 | "Quit Playing Games (With My Heart)"  | 2               |                 | 2               | 2               | 10              | 27              | 27              | 1               | 7               | 15              | 1               | 6               | Backstreet Boys / Backstreet's Back |
| 1997 | "As Long as You Love Me"              | —               |                 | —               | 3               | 6               | 2               | 1               | 3               | 5               | 4               | 4               | 3               | Backstreet Boys / Backstreet's Back |
| 1997 | "Everybody (Backstreet's Back)"       | 4               |                 | —               | 3               | 10              | 3               | 6               | 2               | 5               | 4               | 2               | 5               | Backstreet Boys / Backstreet's Back |
| 1997 | "I'll Never Break Your Heart"         | 35              |                 | 1               | 8               | 19              | 10              | 11              | 5               | 3               | 7               | 2               | —               | Backstreet Boys / Backstreet's Back |
| 1998 | "All I Have to Give"                  | 5               |                 | —               | 2               | 6               | 4               | 3               | 8               | 7               | 6               | 8               | —               | Backstreet Boys / Backstreet's Back |
| 1999 | "I Want It That Way"                  | 6               |                 | 1               | 1               | 3               | 2               | 1               | 1               | 1               | 2               | 1               | 1               | Millennium                          |
| 1999 | "Larger Than Life"                    | 25              |                 | —               | 5               | 9               | 3               | 11              | 5               | 6               | 4               | 10              | 4               | Millennium                          |
| 2000 | "Show Me the Meaning of Being Lonely" | 6               |                 | 2               | 3               | 5               | 19              | 2               | 3               | 2               | 2               | 2               | 1               | Millennium                          |
| 2000 | "The One"                             | 30              |                 | 15              | 8               | 19              | 41              | 15              | 15              | 21              | 25              | 19              | 5               | Millennium                          |
| 2000 | "Shape of My Heart"                   | 9               |                 | 2               | 4               | 6               | 5               | 1               | 2               | 3               | 1               | 1               | 1               | Black & Blue                        |
| 2001 | "The Call"                            | 52              |                 | —               | 8               | 17              | 19              | 19              | 17              | 9               | 5               | 30              | 5               | Black & Blue                        |
| 2001 | "More Than That"                      | 27              |                 | 6               | 12              | 21              | 25              | 29              | 25              | 28              | 11              | 28              | 6               | Black & Blue                        |
| 2001 | "Drowning"                            | 28              |                 | 6               | 4               | 10              | 49              | 27              | 11              | 13              | 3               | 13              | —               | The Hits: Chapter One               |
| 2005 | "Incomplete"                          | 13              | 6               | 4               | 8               | 5               | 1               | 12              | 3               | 4               | 9               | 3               | —               | Never Gone                          |
| 2005 | "Just Want You to Know"               | 70              | 33              | 35              | 8               | 15              | 22              | —               | 20              | 27              | 28              | 29              | —               | Never Gone                          |
| 2005 | "Crawling Back to You"                |                 | 50              | 21              | —               | —               | —               | —               | —               | —               | —               | —               | —               | Never Gone                          |
| 2005 | "I Still..."                          | —               |                 | —               | —               | —               | 16              | —               | 45              | 78              | 35              | 56              | —               | Never Gone                          |
| 2007 | "Inconsolable"                        | 86              | 51              | 21              | 24              | 36              | 43              | —               | 17              | 38              | 22              | 8               | 32              | Unbreakable                         |
| 2008 | "Helpless When She Smiles"            | —               |                 | 52              | —               | —               | —               | 34              | 34              | 83              | —               | —               | —               | Unbreakable                         |
| 2008 | "Everything But Mine"                 | —               |                 | —               | —               | —               | —               | —               | —               | —               | —               | —               | —               | Unbreakable                         |
| 2008 | "Treat Me Right" (Italy and Brazil)   | —               |                 | —               | —               | —               | —               | —               | —               | —               | —               | —               | —               | Unbreakable                         |